# Инья
Инья — река в России, протекает по Чердынскому району Пермского края. Устье реки находится в 172 км от устья реки Берёзовой по правому берегу. Длина реки составляет 26 км.
Исток реки на западных предгорьях Северного Урала к юго-востоку от хребта Ямжачная Парма в 37 км к северо-востоку от посёлка Вижай. Река течёт на юг и юго-запад, всё течение проходит по ненаселённой местности среди холмов покрытых таёжным лесом. Течение быстрое, временами бурное. Притоки — Талая (пр), Берёзовая Рассоха (лв).

## Данные водного реестра
По данным государственного водного реестра России относится к Камскому бассейновому округу, водохозяйственный участок реки — Кама от водомерного поста у села Бондюг до города Березники, речной подбассейн реки — бассейны притоков Камы до впадения Белой. Речной бассейн реки — Кама.
Код объекта в государственном водном реестре — 10010100212111100005911.